# Kitemoka
Kitemoka (Quitemoca), skupina američkih Indijanaca porodice Chapacuran, nastanjeno na rijeci río Uruvaito (?) u bolivijskom departmanu Santa Cruz. Zajedno sa skupinom Napeca navode se kao dva podplemena Chapacura koje su misionari smjestili s Chiquitosima na misiju Concepción de Chiquitos, te da govore isti jezik kao i Chapacure.
Godne 1831. populacija Chapacura i Quitemoca iznosila je 1.350; u novije doba 10 (Dostal, 1972.) među Chiquito Indijancima, uz napomenu da u to vrijeme govore jezikom chiquito.